# NGC 7306
NGC 7306 (również PGC 69132) – galaktyka spiralna (Sb), znajdująca się w gwiazdozbiorze Ryby Południowej. Odkrył ją John Herschel 30 lipca 1834 roku.